# Liparetrus gracilipes
Liparetrus gracilipes är en skalbaggsart som beskrevs av Blackburn 1888. Liparetrus gracilipes ingår i släktet Liparetrus och familjen Melolonthidae. Inga underarter finns listade i Catalogue of Life.